# 王统业
王统业（1936年—），男，江苏睢宁人，中国人民解放军将领、中国人民解放军中将。曾任国防科学技术工业委员会副主任。

## 生平
1996年，授予中国人民解放军中将军衔。